# Evènor d'Efes
Evènor（en grec antic: Εὐήνωρ, llatí: Evenor) va ser un pintor de l'antiga Grècia que va viure durant el segle v aC i va florir cap al 420 aC. Va ser pare i mestre del pintor Parrasi, segons Plini el Vell.